# 인종국민주의
인종국민주의(人種國民主義, 영어: racial nationalism)는 인종을 국민(네이션)의 기준으로 삼는 내셔널리즘이다. 특정 사회에 사는 같은 인종 내의 연대, 여러 나라에 퍼진 인종의 연대를 추구하거나, 어떤 국가의 인종국가로의 분할, 인종을 기준으로 한 배타적 이민 등의 방향이 있다.

## 같이 보기
- 아파르트헤이트
- 인종차별
- 백호주의
- 범국민주의
- 국민국가
- 인종
- 한국의 순혈주의
- 블랙 내셔널리즘
- 화이트 내셔널리즘